# HD 204941
HD 204941 — звезда в созвездии Козерога. Находится на расстоянии около 88 световых лет от Солнца. Вокруг звезды обращается, как минимум, одна планета.

## Характеристики
HD 204941 представляет собой оранжевый карлик 8,45 видимой звёздной величины. Впервые упоминается в каталоге Генри Дрейпера, составленном в начале XX века. Масса звезды равна 77% массы Солнца, а радиус — 71% солнечного. Температура поверхности HD 204941 составляет приблизительно 5072 кельвинов; светимость равна 29% солнечной светимости. Возраст звезды оценивается приблизительно в 3,9 миллиарда лет.

## Планетная система
В 2011 году группой астрономов, работающих со спектрографом HARPS, было объявленооб открытии планеты HD 204941 b в системе. Это газовый гигант, имеющий массу, приблизительно равную массе Сатурна. Планета обращается на расстоянии 2,56 а.е. от родительской звезды. Год на ней длится около 1733 суток. Расстояние между планетой и звездой меняется от 1,61 а.е. в перицентре до 3,51 а.е в апоцентре. Открытие HD 204941 b было совершено методом доплеровской спектроскопии.